# 1991 FIFAワールドユース選手権
1991 FIFAワールドユース選手権は、1991年6月14日から6月30日にかけてポルトガルで開催された。第8回目のFIFAワールドユース選手権である。今大会はファロ、ポルト、ブラガ、リスボン、ギマランイスの5都市で合計32試合が行われた。決勝戦はリスボンのエスタディオ・ダ・ルスで行われ地元開催のポルトガルが2大会連続優勝を成し遂げた。
この連覇はポルトガルのユース年代育成が成功している事を意味し、中心選手として活躍したルイ・コスタ、ルイス・フィーゴ、ジョアン・ピント (1971年生のサッカー選手)らは「ゴールデンエイジ」と呼ばれた。
また韓国と北朝鮮が南北統一チームとして参加し、ベスト8進出した事も話題となった。

## 参加国
| - アジア AFC - シリア（2大会連続2回目） - コリア（初出場） - アフリカ CAF - エジプト（5大会振り2回目） - コートジボワール（4大会振り3回目） - オセアニア OFC - オーストラリア（2大会振り5回目） - 北・中米・カリブ海 CONCACAF - トリニダード・トバゴ（初出場） - メキシコ（3大会振り6回目） | - 南米 CONMEBOL - アルゼンチン（2大会連続5回目） - ウルグアイ（4大会振り5回目） - ブラジル（6大会連続7回目） - ヨーロッパ UEFA - アイルランド（3大会振り2回目） - イングランド（3大会振り3回目） - スウェーデン（初出場) - スペイン（2大会連続6回目） - ソビエト連邦（2大会連続6回目） - ポルトガル（2大会連続3回目）開催国 |

## グループリーグ

### グループA
| 国名         | 勝点 | 試合 | 勝 | 分 | 負 | 得点 | 失点 | 差 |
| ------------ | ---- | ---- | -- | -- | -- | ---- | ---- | -- |
| ポルトガル   | 6    | 3    | 3  | 0  | 0  | 6    | 0    | +6 |
| コリア       | 3    | 3    | 1  | 1  | 1  | 2    | 2    | 0  |
| アイルランド | 2    | 3    | 0  | 2  | 1  | 3    | 5    | -2 |
| アルゼンチン | 1    | 3    | 0  | 1  | 2  | 2    | 6    | -4 |

1991年6月14日
| ポルトガル | 2 - 0 | アイルランド |

1991年6月15日
| アルゼンチン | 0 - 1 | コリア |

1991年6月17日
| アイルランド | 1 - 1 | コリア |

| ポルトガル | 3 - 0 | アルゼンチン |

1991年6月20日
| アイルランド | 2 - 2 | アルゼンチン |

| ポルトガル | 1 - 0 | コリア |

### グループB
| 国名             | 勝点 | 試合 | 勝 | 分 | 負 | 得点 | 失点 | 差 |
| ---------------- | ---- | ---- | -- | -- | -- | ---- | ---- | -- |
| ブラジル         | 5    | 3    | 2  | 1  | 0  | 6    | 3    | +3 |
| メキシコ         | 4    | 3    | 1  | 2  | 0  | 6    | 3    | +3 |
| スウェーデン     | 2    | 3    | 1  | 0  | 2  | 4    | 6    | -2 |
| コートジボワール | 1    | 3    | 0  | 1  | 2  | 3    | 7    | -4 |

1991年6月15日
| メキシコ | 3 - 0 | スウェーデン |

| ブラジル | 2 - 1 | コートジボワール |

1991年6月17日
| ブラジル | 2 - 2 | メキシコ |

1991年6月18日
| コートジボワール | 1 - 4 | スウェーデン |

1991年6月20日
| コートジボワール | 1 - 1 | メキシコ |

| ブラジル | 2 - 0 | スウェーデン |

### グループC
| 国名                 | 勝点 | 試合 | 勝 | 分 | 負 | 得点 | 失点 | 差  |
| -------------------- | ---- | ---- | -- | -- | -- | ---- | ---- | --- |
| オーストラリア       | 6    | 3    | 3  | 0  | 0  | 4    | 0    | +4  |
| ソビエト連邦         | 4    | 3    | 2  | 0  | 1  | 5    | 1    | +4  |
| エジプト             | 2    | 3    | 1  | 0  | 2  | 6    | 2    | +4  |
| トリニダード・トバゴ | 0    | 3    | 0  | 0  | 3  | 0    | 12   | -12 |

1991年6月15日
| トリニダード・トバゴ | 0 - 2 | オーストラリア |

1991年6月16日
| エジプト | 0 - 1 | ソビエト連邦 |

1991年6月18日
| トリニダード・トバゴ | 0 - 6 | エジプト |

| オーストラリア | 1 - 0 | ソビエト連邦 |

1991年6月20日
| オーストラリア | 1 - 0 | エジプト |

| トリニダード・トバゴ | 0 - 4 | ソビエト連邦 |

### グループD
| 国名         | 勝点 | 試合 | 勝 | 分 | 負 | 得点 | 失点 | 差 |
| ------------ | ---- | ---- | -- | -- | -- | ---- | ---- | -- |
| スペイン     | 5    | 3    | 2  | 1  | 0  | 7    | 0    | +7 |
| シリア       | 4    | 3    | 1  | 2  | 0  | 4    | 3    | +1 |
| イングランド | 2    | 3    | 0  | 2  | 1  | 3    | 4    | -1 |
| ウルグアイ   | 1    | 3    | 0  | 1  | 2  | 0    | 7    | -7 |

1991年6月15日
| イングランド | 0 - 1 | スペイン |

1991年6月16日
| シリア | 1 - 0 | ウルグアイ |

1991年6月18日
| スペイン | 6 - 0 | ウルグアイ |

| イングランド | 3 - 3 | シリア |

1991年6月20日
| スペイン | 0 - 0 | シリア |

| イングランド | 0 - 0 | ウルグアイ |

## 決勝トーナメント

### 準々決勝
1991年6月22日
| ポルトガル | 2 - 1 (延長1-0) | メキシコ |

| ブラジル | 5 - 1 | コリア |

1991年6月23日
| オーストラリア | 1 - 1 (PK5-4) | シリア |

| スペイン | 1 - 3 | ソビエト連邦 |

### 準決勝
1991年6月26日
| ブラジル | 3 - 0 | ソビエト連邦 |

| ポルトガル | 1 - 0 | オーストラリア |

### 3位決定戦
1991年6月29日
| オーストラリア | 1 - 1 (PK4-5) | ソビエト連邦 |

### 決勝
| 6月30日 19:00 |

| ポルトガル | 0–0 (延長) (4–2 PK戦) | ブラジル |
|            | (Report)              |          |

| エスタディオ・ダ・ルス, リスボン 観客数: 127,000 主審: フランシスコ・ラモリナ (アルゼンチン) |

## 最終成績
| 1991 FIFAワールドユース選手権 優勝国 |
| ------------------------------------ |
| · ポルトガル · 2大会連続2度目        |

## 表彰
- ゴールデンボール賞　ペイシェ ポルトガル
- ゴールデンシューズ賞　セルゲイ・チェルバコフ ソビエト連邦
- フェアプレー賞　 ソビエト連邦

## 得点ランキング
| 順位 | 選手名                 | 国             | 得点数  | 試合数 |
| ---- | ---------------------- | -------------- | ------- | ------ |
| 1    | セルゲイ・チェルバコフ | ソビエト連邦   | 5 (1PK) | 6      |
| 2    | ウルサイス             | スペイン       | 4 (1PK) | 3      |
| 2    | ペドロ・ピネーダ       | メキシコ       | 4       | 4      |
| 2    | エウベル               | ブラジル       | 4       | 6      |
| 5    | ピエル                 | スペイン       | 3 (1PK) | 4      |
| 5    | ダヴィド・シール       | オーストラリア | 3       | 6      |
| 5    | パウロ・トーレス       | ポルトガル     | 3 (1PK) | 6      |

## 主な出場選手
- ルイ・コスタ
- ルイス・フィーゴ
- ジョアン・ピント
- アベル・シャビエル
- ヌーノ・カプーショ
- エウベル
- パウロ・ヌーネス
- アルフォンソ・ペレス
- マウリシオ・ポチェッティーノ
- パオロ・モンテーロ